# Космајски партизански одред
Космајски народноослободилачки партизански одред „Раде Јовановић Радован“ настао је 31. јула 1941. године реорганизацијом дотадашњег Космајско-посавског НОП одреда, који је био формиран 7. јула 1941. на планини Космају и имао пет чета са око 250 бораца. До реорганизације овог партизанског одреда дошло је јер су дејства посавских чета била усмерена на подручје Посавине, а космајских на Подунавље и околину Младеновца.
Први командант Одреда био је Милутин Миле Тодоровић, професор, а политички комесар Јован Јерковић, радник.
Космајски партизански одред имао је у почетку две чете с укупно 94 борца, средином августа нарастао је на четири чете, а у септембру је имао око 250 бораца. Септембра 1941. године Одред је понео име Радета Јовановића Радована, у знак сећања на заменика команданта одреда, који је погинуо 25. септембра у близини Сопота. Он је касније проглашен за народног хероја.
Одред се крајем 1941. године са главнином партизанских снага повукао у Санџак, али се по наређењу Врховног штаба НОП и ДВЈ, почетком 1942. вратио у Србију и у тешким борбама током фебруара био је разбијен на више група. Одред је поново формиран 6. маја 1943. године код села Ковачевца.
Половином септембра 1944. године Космајском партизанском одреду је припојен Други тамнавско-посавски батаљон и он је реорганизован у Космајску народноослободилачку бригаду. Бригада је у октобру ушла у састав Шесте личке пролетерске дивизије Никола Тесла и добила назив 22. српска бригада. Због претрпљених губитака, на Сремском фронту, бригада је расформирана 7. марта 1945. године. Одликована је Орденом заслуга за народ са златним венцем.

## Борбени пут Космајског одреда
Космајски партизански одред је по формирању деловао на планини Космају, околини Смедерева и Београда и на комуникацијама Београд-Мала Крсна, Београд-Велика Плана и Београд-Лајковац. Почетком августа 1941. године немачке снаге снаге су опколиле планину Космај са свих страна и у току 8. и 9. августа прокрстариле планином. На Космају се тада налазила само Младеновачка партизанска чета, са укупно 27 бораца. У неравноправној борби против Немаца, погинуло је 13 партизана, а остатак је успео да се пробије из обруча. Међу погинулим партизанима налазио се и народни херој Бранко Крсмановић, шпански борац и члан Главног штаба НОП одреда Србије.
У Првој непријатељској офанзиви, после борби са немачким 125. пешадијским пуком, деловима 714. пешадијске дивизије и недићевско-четничким снагама источно од Обреновца, на Космају, Руднику и око Горњег Милановца, одред се крајем новембра 1941. године повукао, преко Златибора у Санџак.
По наређењу Врховног штаба НОП одреда Југославије, почетком јануара 1942. године, пребацио се са око 110 бораца на територију јужно од Ваљева, а затим се, водећи непрестано тешке борбе против немачких, недићевских и четничких снага пробио на планину Космај. После тешке борбе, са далеко надмоћнијим непријатељем, у рејону села Миросаљци, Тулеж и Пркосава, 22. фебруара 1942. године, разбијен је на више група.
Космајски партизански одред поново је формиран 6. маја 1943. године, код села Ковачевца, од Космајске чете Првог шумадијског партизанског одреда, Грочанско-подунавске чета и нових бораца. Тада је при формирању имао свега две чете са око 60 бораца. Кроз успешне акције у Подунављу и на подручју Космаја, као и врло активан политички рад на терену, Одред је врло брзо нарастао. Из његовог састава издвојени су борци за Прву чету Првог шумадијског батаљона, који је 28. јуна 1943. формиран у селу Гараши. Потом је 5. октобра дао један, а 28. октобра 1943. године и други батаљон за Прву шумадијску бригаду. Из састава Одреда, крајем априла 1944. године издвојени су борци и за Другу шумадијску бригаду.

## Космајска бригада
Половином септембра 1944. од бораца Космајског партизанског одреда и бораца Другог посавско-тамнавског партизанског батаљона, који се из Баната пребацио у Србију, формирана је у селу Друговцу Космајска народноослободилачка бригада. на дан формирања имала је три батаљона са око 1.000 бораца.
Бригада се најпре налазила у Петој крајишкој, а потом од 8. октобра у Шестој личкој пролетерској дивизији „Никола Тесла“. Од 2. октобра 1944. Космајска бригада је преименована у 22. српску народноослободилачку бригаду.
Космајска бригада је крајем септембра 1944. године водила борбе с четницима у селима Бељини, Лисовићу и Бождаревцу, када је разбила четничку Грочански и Липовичку бригаду, а у октобру је учествовала у борбама за ослобођење Београда. Потом је била упућена на Сремски фронт, где је у новембру водила борбе против Немаца код села Манђелоса и Маторе шуме. Крајем новембра повучена је на одмор и сређивање у Београд, а од јануара 1945. поново је била на Сремском фронту. Бригада је у склопу реорганизације дивизија на тројну формацију расформирана 7. марта 1945, а њено људство распоређено је у остале јединице дивизије.

## Народни хероји
- Стјепан Абрлић Стева политички комесар чете
- Милосав Влајић заменик команданта Одреда
- Божидарка Дамњановић-Марковић Кика заменик политичког комесара
- Раде Јовановић Радован заменик команданта одреда
- Љубомир Ивковић Шуца заменик команданта одреда и политички комесар одреда
- Иван Стефановић Срба командант одреда
- Милорад Умјеновић борац-митраљезац